# Abegondo (parroquia)
Abegondo (llamada oficialmente Santaia de Abegondo) es una parroquia española del municipio de Abegondo, en la provincia de La Coruña, Galicia.

## Otras denominaciones
La parroquia también es conocida por el nombre de Santa Eulalia de Abegondo.

## Organización territorial
La parroquia está formada por veinticuatro entidades de población, constando dieciséis de ellas en el nomenclátor del Instituto Nacional de Estadística español:
- A Chichorra
- A Cruz
- A Tenencia
- Atrio (O Adro)
- Beade
- Borreiros (Borreiros de Abaixo)
- Calvelos
- Cancelada
- Cruz-Barreiros (A Cruz)
- Fixós
- Fonte (A Fonte)
- Loureiro (O Loureiro)
- Merdil
- Naranxo (O Naranxo)
- O Asadiño
- O Cadaval
- Os Barreiros
- Os Telleiros
- Peneda (A Peneda)
- Picota (A Picota)
- Quintás (As Quintás)
- Regueiro da Vila (O Regueiro da Vila)
- San Marcos (San Marco)
- Vilanova
- Vilariño

## Geografía humana

### Demografía
Cuenta con una población de 744 habitantes (INE 1 de enero de 2019).
| Gráfica de evolución demográfica de Abegondo entre 1842 y 2021                                                        |
| |
| Población de derecho según los censos de población del INE. Población de hecho según los censos de población del INE. |